# La Seuva de Semena
La Seauva (en francès La Séauve-sur-Semène) és un municipi francès situat al departament de l'Alt Loira i a la regió d'Alvèrnia-Roine-Alps. L'any 2007 tenia 1.262 habitants.

## Demografia

### Població
El 2007 la població de fet de La Séauve-sur-Semène era de 1.262 persones. Hi havia 497 famílies de les quals 127 eren unipersonals (33 homes vivint sols i 94 dones vivint soles), 156 parelles sense fills, 185 parelles amb fills i 29 famílies monoparentals amb fills.
La població ha evolucionat segons el següent gràfic:
Habitants censats

### Habitatges
El 2007 hi havia 748 habitatges, 504 eren l'habitatge principal de la família, 112 eren segones residències i 132 estaven desocupats. 403 eren cases i 344 eren apartaments. Dels 504 habitatges principals, 303 estaven ocupats pels seus propietaris, 189 estaven llogats i ocupats pels llogaters i 12 estaven cedits a títol gratuït; 13 tenien una cambra, 35 en tenien dues, 98 en tenien tres, 164 en tenien quatre i 194 en tenien cinc o més. 265 habitatges disposaven pel capbaix d'una plaça de pàrquing. A 210 habitatges hi havia un automòbil i a 227 n'hi havia dos o més.

### Piràmide de població
La piràmide de població per edats i sexe el 2009 era:
| Homes | Edats   | Dones |
| ----- | ------- | ----- |
| 0     | 95 o +  | 0     |
| 0     | 90 a 94 | 0     |
| 0     | 85 a 89 | 8     |
| 0     | 80 a 84 | 0     |
| 32    | 75 a 79 | 40    |
| 36    | 70 a 74 | 44    |
| 20    | 65 a 69 | 40    |
| 12    | 60 a 64 | 16    |
| 24    | 55 a 59 | 32    |
| 44    | 50 a 54 | 12    |
| 32    | 45 a 49 | 24    |
| 28    | 40 a 44 | 40    |
| 40    | 35 a 39 | 28    |
| 32    | 30 a 34 | 56    |
| 36    | 25 a 29 | 16    |
| 28    | 20 a 24 | 52    |
| 48    | 15 a 19 | 44    |
| 48    | 10 a 14 | 24    |
| 48    | 5 a 9   | 20    |
| 32    | 0 a 4   | 56    |

## Economia
El 2007 la població en edat de treballar era de 781 persones, 601 eren actives i 180 eren inactives. De les 601 persones actives 565 estaven ocupades (305 homes i 260 dones) i 36 estaven aturades (13 homes i 23 dones). De les 180 persones inactives 58 estaven jubilades, 74 estaven estudiant i 48 estaven classificades com a «altres inactius».

### Ingressos
El 2009 a La Séauve-sur-Semène hi havia 540 unitats fiscals que integraven 1.390,5 persones, la mediana anual d'ingressos fiscals per persona era de 17.248 €.

### Activitats econòmiques
Dels 57 establiments que hi havia el 2007, 5 eren d'empreses alimentàries, 11 d'empreses de fabricació d'altres productes industrials, 10 d'empreses de construcció, 7 d'empreses de comerç i reparació d'automòbils, 4 d'empreses d'hostatgeria i restauració, 1 d'una empresa d'informació i comunicació, 3 d'empreses financeres, 3 d'empreses immobiliàries, 6 d'empreses de serveis, 3 d'entitats de l'administració pública i 4 d'empreses classificades com a «altres activitats de serveis».
Dels 18 establiments de servei als particulars que hi havia el 2009, 1 era una oficina bancària, 3 tallers de reparació d'automòbils i de material agrícola, 3 paletes, 3 fusteries, 1 lampisteria, 1 electricista, 1 perruqueria, 2 restaurants, 2 agències immobiliàries i 1 tintoreria.
Dels 4 establiments comercials que hi havia el 2009, 1 era una botiga de menys de 120 m², 2 fleques i 1 una carnisseria.
L'any 2000 a La Séauve-sur-Semène hi havia 16 explotacions agrícoles que ocupaven un total de 410 hectàrees.

## Equipaments sanitaris i escolars
L'únic equipament sanitari que hi havia el 2009 era una farmàcia.
El 2009 hi havia 2 escoles elementals.

## Poblacions més properes
El següent diagrama mostra les poblacions més properes.